# بيتر د. وليامز
بيتر د. وليامز (بالإنجليزية: Peter D. Williams)‏ هو ضابط أمريكي، ولد في 15 نوفمبر 1939.